# Лі Шан'їнь
Лі Шан'їнь (кит. трад. 李商隱, спр. 李商隐, піньїнь: Lǐ Shāngyǐn; * 812 або 813 — †858) — відомий китайський поет часів династії Тан.

## Життєпис
Походив з родини зі знатної, але збіднілої родини. У 823 році втратив батька. Родина почала жити у злиднях. Проте зумів здобути гарну освіту, замолоду вже почав складати вірші. У 830 році знайомиться з впливовим діячем Чу Лінху, який надав Лі Шан'їню суттєву допомогу. У 837 році останній успішно складає імператорський іспит та отримує звання цзіньши та зараховується до академії Ханьлінь. У 837—839 роках служив у провінції. Згодом було запрошено до імператорського уряду, де він підтримував сановника Лю Фена у боротьбі з євнухами. Проте цього ж року помирає мати Лі, тому змушений був узяти траур на три роки, пішовши зі служби. У 845 році повертається на службу, втім його погляди на державне керування зустріли спротив. Тому у 845—858 роках Лі Шан'їнь призначається до провінційних державних установ. Зрештою він у 858 році подає у відставку, вирішивши повернутися додому, але на шляху помирає того ж року.

## Творчість
Був одним зі значніших поетів кінця династії Тан. Його вірші у багато в чому нагадують творчість Ду Фу. Вірші здебільшого чуттєві, сатиричні, іронічні. У 15 віршів немає автентичної назви, у китайській мові звуться як «уті ши». Здебільшого вони отримували назви по перших ієрогліфах твору («В ніч в дощ пишу на північ»). Захоплювався також лаконічними, короткими віршами. Їх збірка отримала назву «Цзацзуань». Також відомим є твір «Суйський палац». Значне місце в доробку поета займає також і політична сатира. У цих віршах, описуючи державні справи минулих часів, автор натякає на панівні за його час чвари, змови, наклепи. Прикладом є вірш «Цзя І», де лунає критика дій імператора.
Крім того, він є автором біографії поета Лі Хе.

## Родина
На честь свого друга й відомого поета Бо Цзюй-і Лі Шан'їнь назвав свого сина Бо Цзюй-і Болао (846—д/н).